# Sportsklubben Brann 1973
Questa voce raccoglie le informazioni riguardanti lo Sportsklubben Brann nelle competizioni ufficiali della stagione 1973.

## Stagione
Il Brann ha chiuso il campionato 1973 al 5º posto finale, mentre l'avventura nel Norgesmesterskapet è terminata ai quarti di finale, con l'eliminazione per mano del Viking. Proprio un'affermazione nell'edizione precedente della manifestazione ha fatto sì che il Brann potesse partecipare alla Coppa delle Coppe 1973-1974, dove la squadra è stata eliminata dal Glentoran agli ottavi di finale.

## Rosa
| N. |                     | Ruolo | Calciatore       |
| -- | ------------------- | ----- | ---------------- |
|    | Norvegia (bandiera) | P     | Tor Enge         |
|    | Norvegia (bandiera) | P     | Oddvar Træen     |
|    | Norvegia (bandiera) | D     | Atle Bilsback    |
|    | Norvegia (bandiera) | D     | Bjørn Dahl       |
|    | Norvegia (bandiera) | D     | Atle Hellesø     |
|    | Norvegia (bandiera) | D     | Helge Karlsen    |
|    | Norvegia (bandiera) | D     | Ole Kobbeltvedt  |
|    | Norvegia (bandiera) | D     | Erling Mikkelsen |
|    | Norvegia (bandiera) | D     | Tore Nordtvedt   |

| N. |                     | Ruolo | Calciatore       |
| -- | ------------------- | ----- | ---------------- |
|    | Norvegia (bandiera) | D     | Rune Pedersen    |
|    | Norvegia (bandiera) | C     | Arnfinn Espeseth |
|    | Norvegia (bandiera) | C     | Jan Erik Osland  |
|    | Norvegia (bandiera) | A     | Endre Blindheim  |
|    | Norvegia (bandiera) | A     | Torgeir Hauge    |
|    | Norvegia (bandiera) | A     | Roald Jensen     |
|    | Norvegia (bandiera) | A     | Frode Larsen     |
|    | Norvegia (bandiera) | A     | Kjell Øyasæter   |

## Risultati

### 1. divisjon

#### Girone di andata
| 1º maggio 1973 1ª giornata | Brann | 0 – 1 referto | Rosenborg |  |

| 3 maggio 1973 2ª giornata | Skeid | 3 – 0 referto | Brann |  |

| 14 maggio 1973 3ª giornata | Brann | 0 – 1 referto | Raufoss |  |

| 20 maggio 1973 4ª giornata | Strømsgodset | 1 – 0 referto | Brann |  |

| 23 maggio 1973 5ª giornata | Brann | 5 – 2 referto | Lyn Oslo |  |

| 28 maggio 1973 6ª giornata | Viking | 4 – 1 referto | Brann |  |

| 3 giugno 1973 7ª giornata | Brann | 0 – 0 referto | HamKam |  |

| 11 giugno 1973 8ª giornata | Fredrikstad | 1 – 4 referto | Brann |  |

| 18 giugno 1973 9ª giornata | Brann | 3 – 0 referto | Mjøndalen |  |

| 25 giugno 1973 10ª giornata | Start | 1 – 0 referto | Brann |  |

| 2 luglio 1973 11ª giornata | Brann | 0 – 1 referto | Frigg |  |

#### Girone di ritorno
| 30 luglio 1973 12ª giornata | Rosenborg | 5 – 0 referto | Brann |  |

| 5 agosto 1973 13ª giornata | Brann | 1 – 1 referto | Skeid |  |

| 9 agosto 1973 14ª giornata | Raufoss | 1 – 1 referto | Brann |  |

| 14 agosto 1973 15ª giornata | Brann | 1 – 0 referto | Strømsgodset |  |

| 23 agosto 1973 16ª giornata | Lyn Oslo | 0 – 1 referto | Brann |  |

| 29 agosto 1973 17ª giornata | Brann | 1 – 0 referto | Viking |  |

| 9 settembre 1973 18ª giornata | HamKam | 3 – 3 referto | Brann |  |

| 18 settembre 1973 19ª giornata | Brann | 5 – 0 referto | Fredrikstad |  |

| 30 settembre 1973 20ª giornata | Mjøndalen | 1 – 1 referto | Brann |  |

| 7 ottobre 1973 21ª giornata | Brann | 2 – 1 referto | Start |  |

| 14 ottobre 1973 22ª giornata | Frigg | 0 – 2 referto | Brann |  |

### Norgesmesterskapet
| 28 giugno 1973 Terzo turno | Fana | 0 – 7 referto | Brann |  |

| 19 agosto 1973 Quarto turno | Brann | 4 – 0 referto | Frigg |  |

| 2 settembre 1973 Quarti di finale | Viking | 1 – 0 referto | Brann |  |

### Coppa delle Coppe
| Arbitro: | Camacho Jiménez |

|  |           |                    |
|  | Marcatori | 22’, 89’ Blindheim |

| Arbitro: | Sørensen |

|                                                                             |           |  |
| Hauge 4’ Osland 47’ Espeseth 50’, 84’ Blindheim 57’ Øyasæter 75’ Larsen 89’ | Marcatori |  |

| Arbitro: | Hirviniemi |

|            |           |            |
| Jensen 10’ | Marcatori | 79’ Feeney |

| Arbitro: | Weyland |

|                            |           |            |
| Feeney 7’ Jamison 14’, 67’ | Marcatori | 50’ Osland |